# 沱江號驅潛艦
沱江號驅潛艦（PC-104）是中華民國海軍的一艘江字級驅潛艦，於美國海軍服役時的舷號為PC-1247，曾參與第二次世界大战中的各大戰役，並於1948年6月15日贈與中華民國海軍，命名為嘉陵軍艦（PC-84），1954年4月1日更名為沱江軍艦。本艦曾於九二海戰中擊沉數艘中国人民解放軍海军魚雷艇，但沱江舰也因受損嚴重，於1958年11月1日除役。

## 艦歷

### 美國海軍
本艦在1943年5月28日於美國田纳西州纳什维尔的納許維爾橋樑公司（Nashville Bridge Company）動工，同年12月20日交付美國海軍，僅被賦予PC-1247的舷號而無艦名。第二次世界大戰結束後，美國於1948年6月15日在菲律賓蘇比克灣將本艦移交給中華民國海軍。

### 中華民國海軍
由於美國海軍於二次大戰結束後即停止使用PC-1247，中華民國海軍接艦時的艦況極差，須以拖船將其拖帶回國修復，1949年中才正式服役。該艦被命名為嘉陵軍艦（PC-84），隸屬於海防第二艦隊，負責護航與台灣海峽巡弋任務，曾參與多項突擊任務。1954年，中華民國接收了10艘美援艦艇，海軍遂於同年4月1日將江字級艦重新命名，嘉陵軍艦也更名為沱江軍艦（PC-104）。:30-31

#### 三門灣海戰
1954年3月18日，中華民國海軍太倉號驅逐艦（DE-24）、太湖號驅逐艦（DE-25）與嘉陵號驅潛艦被派往三门湾海域以攔截嘗試攻佔鯁門島的解放軍艦隊。上午10時，嘉陵軍艦首先發現一艘中国人民解放军海军的驅逐艦與登陸艦，雙方隨即展開砲戰。由於解放軍艦隊的位置較有利，嘉陵軍艦向空軍提出了緊急支援申請，太倉與太湖也快速馳援。上午11時，解放軍又派出一艘登陸艦與砲艇支援，並往南田灣與石浦泊地收縮以獲岸防砲的支援，中華民國空軍的空中支援則於12時抵達，以P-47戰鬥機兩架次向解放軍艦艇投彈，然皆未命中。交戰雙方隨後脫離接觸，各自返回駐防地。

#### 八二四海戰
1958年8月22日，沱江號驅潛艦與維源號巡邏艦、湘江號驅潛艦（PC-108）一同護送中海號戰車登陸艦、美頌號中型登陸艦（LSM-347）與由戰車登陸艦改裝而來的民船「臺生輪」至金門，沱江、維源與湘江三艦也循往例巡駛烏坵。翌日傍晚，三艦自烏坵返抵金門時爆發金门炮战，國軍判斷解放軍有攻佔小金門的意圖，故派三艦前往支援，另要求中海軍艦與臺生輪迅速撤離。然未等三艦抵達小金門，臺生輪即遭解放軍魚雷六支隊第一大隊第一中隊103、184、175艇合力擊沉，中海軍艦的艦艉也遭魚雷命中，沱江隨即旁靠該艦，以艦上的消防水龍頭為其降溫以免爆炸，另為通訊設備已受損的中海代發損害報告。:130-135:234-238
協助中海軍艦後，沱江軍艦與維源、湘江兩艦投入海戰中，沱江也負擔了中海軍艦的拖帶任務，通過海峽中線後轉由美頌軍艦拖帶。根據中華民國海軍的記載，國軍於此次海戰中擊沉8艘、擊傷5艘解放軍快艇；解放軍方面則承認175艇遭擊沉，艇上7員中有4人陣亡，3人被俘。:239-241

#### 九二海戰
1958年9月1日16時30分，由維源號巡邏艦、柳江號驅潛艦（PCE-123）與沱江號驅潛艦組成的62特遺部隊南區巡邏支隊自馬公港出發，預計將代號為「機密公文」的M115榴彈炮彈道測向儀運送至金門。搭載休假士兵、軍需物資與記者的美堅號中型登陸艦（LSM-249）也隨該支隊一同出航。22時20分，支隊抵達料羅灣外海，沱江軍艦駛入料羅灣下卸搭載彈道測向儀，並於翌日凌晨0時5分回航歸隊，支隊隨即掩護美堅軍艦進行卸載工作。:70-71
9月2日0時34分，解放軍的123型魚雷快艇與55甲型炮艇向支隊襲來，維源軍艦與柳江軍艦遂與其接戰。0時35分，解放軍護衛艇31大隊的556、557、558號砲艇自鎮海角與圍頭出擊，企圖襲擊美堅軍艦:252，沱江軍艦艦長劉溢川少校下令保護美堅軍艦以使其脫離戰場，並在距離快艇8,000碼時向其開火。根據中華民國海軍的記載，沱江軍艦在交火中創下擊沉5艘、重傷2艘解放軍快艇的戰果，自身則有11名軍士官兵陣亡，25人負傷。根據中國人民解放軍的記載，解放軍海軍在九二海戰中損失2艘魚雷艇，且沒有損失砲艇。由於主、輔機艙皆中彈進水，動力全失的沱江軍艦於2時55分由維源、柳江兩艦合力拖救，歸隊的美堅軍艦也隨支隊返回澎湖，以上四艦於5時15分脫離戰場，戰鬥宣告結束。:72-73
9月2日6時50分，沱江軍艦出現多處進水，中華民國海軍派遣丹阳号驱逐舰（DD-12）與信陽號驅逐艦（DD-15）前往救援，丹陽軍艦於7時10分開始抽水拖救，然而當日15時30分又再度告急，在美國海軍ATF-48號拖船的搶修下才逐漸好轉。該艦於隔日上午9時30分抵達馬公港，隨後進入澎湖的海軍第二造船廠進行緊急維修，並在9月9日上午6時由大明號遠洋輔助拖船（ATA-343）拖回左營港海軍第四造船廠進行大修，後評估本艦無修復價值，故於1958年11月1日正式除役。

## 獲得榮譽

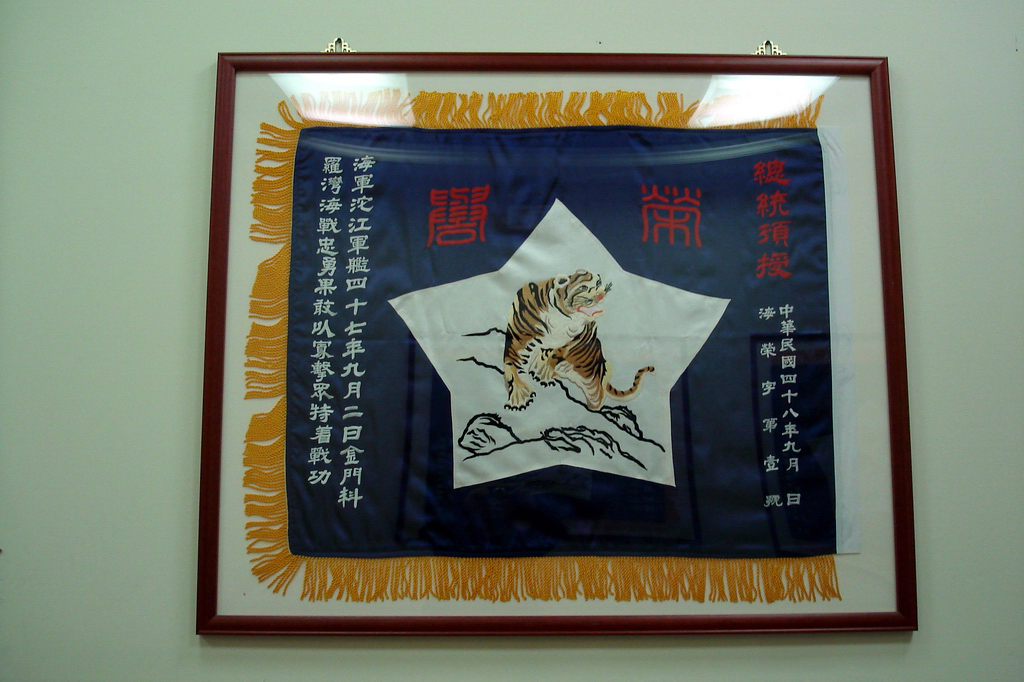
海榮字第一號團隊榮譽旗

- 1959年9月2日獲時任總統蔣中正頒發「海榮字第一號」團隊榮譽旗，為戰鬥部隊的最高榮譽。[10]
- 國防部史政局於1960年為其出版《海軍沱江軍艦勳績史略》。[11]
- 為紀念沱江軍艦在九二海戰中立下的戰功，2014年3月24日下水的新型匿蹤雙船體飛彈巡邏艦被命名為沱江號巡邏艦。沱江級巡邏艦也由此而得名。[12]

## 外部連結
- NavSource （页面存档备份，存于）
- 美國國家檔案和記錄管理局PC-1247檔案